# Прајд инфо центар
Прајд инфо центар је канцеларија у центру Београда која представља саветовалиште за ЛГБТ+ особе, као и место у ком људи могу да се информишу о проблемима, изазовима и историјом ЛГБТ+ заједнице у Србији, као и догађајима који се тичу ЛГБТ+ заједнице у Београду.

## Историја
Први Прајд инфо центар је првобитно отворен 2017 на само месец дана. После успеха пилот пројекта и неочекивано велике посећености центру, центар је поново отворен на тренутној локацији у августу 2018. године.
У септембру 2020 године, шеф Делегације Европске уније у Србији Сем Фабрици је посетио центар и истакао да „ЛГБТИ заједницу треба подржати и ван Недеље поноса", али и указао на мањак воље власти да се бори против дискриминације над ЛГБТ+ особама.

### Напади
Од свог отварања, центар је до августа 2022. био мета напада 14 пута, укључујући упаде у центар ноћу и дању док су људи били присутни и ломљење инвертара. Ни у једном случају, нико није осуђен за те нападе.
У октобру 2022, центар је обијен, а новац из донација који се користи за психолошку и правну помоћ жртвама хомофобије и трансфобије је украден.